# Mitch Mitchell
John Graham "Mitch" Mitchell (9 de julho de 1946 – 12 de novembro de 2008)  foi um baterista e ator infantil inglês, mais conhecido por seu trabalho na The Jimi Hendrix Experience, pela qual foi incluído no Rock and Roll Hall of Fame em 1992. Ele foi incluído no Modern Drummer Hall of Fame em 2009.

## Biografia
Mitchell nasceu em Ealing, Middlesex, filho de Phyliss C. (nascida Preston) e Thomas J. Mitchell  em 9 de julho de 1946 (embora várias fontes modernas tenham afirmado incorretamente que ele nasceu em 1947). Aos doze anos, ele teve um papel principal no filme britânico Bottoms Up (1960) com Jimmy Edwards. Quando adolescente, ele estrelou um programa infantil de televisão, Jennings at School, e também teve uma pequena participação no filme de 1963, Live It Up! que estrelou Heinz Burt, David Hemmings e Steve Marriott.
Mitchell se tornou músico trabalhando na bateria de Jim Marshall aos sábados, enquanto ainda estava na escola. Entre os bateristas, suas principais influências foram Elvin Jones e Tony Williams. Uma de suas primeiras bandas foi a Soul Messengers, formada no Ealing Club com o saxofonista Terry Marshall, filho de Jim Marshall.
No início de sua carreira, ele ganhou considerável experiência musical como músico de turnê e sessão, trabalhando com Pete Nelson and the Travellers, Frankie Reid and the Casuals (1962), Johnny Harris and the Shades, The Pretty Things, Bill Knight & the Sceptres, The Riot Squad e The Who como baterista de sessão enquanto a banda estava no processo de substituir Doug Sandom por Keith Moon. Em 1965, ele também substituiu temporariamente Viv Prince como baterista do Pretty Things.

## Carreira

### Georgie Fame and The Blue Flames
De dezembro de 1965 a outubro de 1966, Mitchell foi o baterista do Georgie Fame and The Blue Flames, aparecendo em seu álbum de 1966, Sweet Things . Em uma entrevista de 2015, Fame relembrou: "Seu herói principal era o baterista de jazz Ronnie Stephenson e se você olhar os primeiros clipes de Mitch, ele tinha aquela aparência de Ronnie Stephenson, a maneira como ele posicionava sua mandíbula. E ele adorava bater nos pratos. como Ronnie, mas na minha banda eu gostava dos arranjos bem firmes. Quando ele começava a brincar eu dizia 'basta tocar o chimbal!'".

### The Jimi Hendrix Experience
Mitchell fez o teste para o The Jimi Hendrix Experience em 6 de outubro de 1966  e foi escolhido em vez de Aynsley Dunbar no sorteio. A forma de tocar rápida, dinâmica e influenciada pelo jazz de Mitchell combinou bem com a abordagem revolucionária e aberta de Hendrix para a guitarra elétrica. Ele tocou nos três álbuns de estúdio mais vendidos da Experience, Are You Experienced (1967), Axis: Bold As Love (1968) e Electric Ladyland (1968).
Mitchell permaneceu com Hendrix depois que o Experience acabou, quando Noel Redding saiu em junho de 1969. Ele se apresentou com a formação expandida de Hendrix em Woodstock (agosto de 1969). Mitchell foi substituído brevemente por Buddy Miles no álbum Band of Gypsys (1970), mas voltou a Hendrix (com Billy Cox no baixo) para a turnê Cry of Love Tour de abril a setembro de 1970. Ele gravou a maior parte do material para os álbuns de estúdio de Hendrix lançados postumamente, The Cry of Love (1971) (também listado como co-produtor), Rainbow Bridge (1971) e War Heroes (1972).

### Outros projetos
Em dezembro de 1968, Mitchell tocou com o The Dirty Mac, uma banda improvisada montada para o The Rolling Stones Rock and Roll Circus. Outros incluíram John Lennon como vocalista e guitarrista "Winston Leg-Thigh"; Yoko Ono fornecendo gritos primitivos improvisados; Eric Clapton como guitarrista e Keith Richards como baixista. O grupo gravou um cover de "Yer Blues" e também uma jam chamada "Whole Lotta Yoko". Enquanto trabalhava com Hendrix do final de 1969 até o início de 1970, Mitchell também colaborou com a banda Jack Bruce and Friends liderada pelo ex-baixista/vocalista do Cream, Jack Bruce, com o tecladista Mike Mandel e o guitarrista de jazz-fusion e futuro vocalista do Eleventh House, Larry Coryell.

### Pós-Hendrix
Após a morte de Hendrix, Mitchell terminou o trabalho de produção com o engenheiro Eddie Kramer em gravações incompletas de Hendrix, resultando nos lançamentos The Cry of Love e Rainbow Bridge. Em 1972, ele se juntou aos guitarristas Mike Pinera e April Lawton para formar o Ramatam. Eles gravaram o primeiro dos dois álbuns do Ramatam e foram banda de abertura de Emerson, Lake & Palmer em vários shows. Mitchell e Hendrix receberam ofertas de vagas na banda que Keith Emerson e Greg Lake estavam formando, mas Carl Palmer ficou com a posição de bateria. Ramatam nunca alcançou sucesso comercial e Mitchell deixou a banda antes do lançamento de seu segundo álbum. Ele também se apresentou em shows com Terry Reid, Jack Bruce e Jeff Beck como substituto do baterista Cozy Powell. Mitchell tocou bateria ao lado de John Halsey na banda de jam Hinkley's Heroes dos anos 1970, a única vez que tocou ao lado de outro baterista. Em 1974, ele fez o teste para a banda Wings de Paul McCartney, mas perdeu o papel para Geoff Britton em outro sorteio.
Durante o resto da década de 1970 até a década de 1990, Mitchell, semi-aposentado e morando na Europa, continuou a se apresentar e a gravar ocasionalmente. Em 1986, Mitchell se juntou ao músico de jazz Greg Parker e fez uma sessão de videoclipe de "Black Dog" do Led Zeppelin. Ele fez sessões de trabalho no álbum Long Walk Back de Junior Brown  e participou de várias gravações, vídeos e entrevistas relacionadas a Hendrix. Em 1999, Mitchell fez parte do Gypsy Sun Experience, junto com o ex-baixista do Hendrix Billy Cox e o guitarrista Gary Serkin. Ele também apareceu no álbum Midnight Daydream de Bruce Cameron, que incluía Billy Cox, Buddy Miles e Jack Bruce.

## Morte
Ele passou seus últimos dias celebrando a música de Hendrix na Experience Hendrix Tour de 2008. Por quase quatro semanas a turnê percorreu 18 cidades dos EUA, terminando em Portland, Oregon. A turnê também contou com Billy Cox, Buddy Guy, Jonny Lang, Robby Krieger, Kenny Wayne Shepherd, Eric Johnson, Cesar Rosas, David Hidalgo, Brad Whitford, Hubert Sumlin, Chris Layton, Eric Gales, e Mato Nanji.
Cinco dias após o término da turnê, Mitchell morreu durante o sono, em 12 de novembro, em seu quarto no Benson Hotel, em Portland, de "causas naturais". Mitchell estava com problemas de saúde há muitos anos devido a um distúrbio do sistema imunológico e ao câncer. Mitchell teve lutas anteriores com extrema fadiga, mas se recuperou depois de alguns dias de descanso em 2007 e 2008. Mas no final do show de 2008, Mitchell tocava apenas duas ou três músicas e sempre com um baterista reserva ao lado. Em seu último show em Portland, Oregon, Mitchell parecia tão fraco que seu técnico de bateria e gerente de turnê pediram que ele ficasse de fora do show inteiro. O técnico de bateria o substituiu na bateria neste último show da turnê e no último show de sua vida. Depois, pediu para descansar alguns dias devido ao cansaço. De Seattle, ele planejava voltar para sua casa na Inglaterra. O gerente da turnê respeitou o pedido de Mitchell, mas tinha reservas francas sobre sua sabedoria. A preocupação do gerente da turnê foi validada quando Mitchell morreu durante o sono naquela mesma noite.

## Instrumentos
Mitchell estreou com o Hendrix Experience tocando uma bateria Premier na Inglaterra e na Europa em 1967. Quando o Experience veio aos EUA para o Monterey Pop Music Festival em junho de 1967, Mitchell estava tocando o mesmo set. Mais tarde no verão, Mitchell mudou para uma bateria Ludwig e ficou com Ludwig durante o resto do ano, 1967, e continuou com Ludwig em 1968 e 1969. Em 1970, Mitchell mudou para um contrabaixo Gretsch Drums, seu último ano com o Hendrix Experience. Com exceção do Festival de Música de Woodstock de 1969, durante o qual ele tocou uma caixa Rodgers Powertone, durante seu tempo com o JHE, Mitch tocou uma Ludwig Supraphonic 400, uma caixa de metal de 5 por 14 polegadas. Muito mais tarde, e até seu falecimento prematuro, ele tocou bateria DW.

## Legado
O baterista do Queen, Roger Taylor, descreveu Mitchell como seu primeiro modelo. Ele disse: "Ainda acho que ouvir Mitch Mitchell, especialmente as primeiras músicas de Hendrix, é simplesmente fantástico". Matt Sorum, baterista do The Cult, Guns N' Roses e Velvet Revolver, elogiou sua "musicalidade pura" e o chamou de "um dos maiores bateristas de todos os tempos".
Em uma entrevista com o baterista do The Police, Stewart Copeland, no final dos anos 2000, Copeland listou o álbum de estreia de Jimi Hendrix Experience, Are You Experienced, como seu álbum de bateria favorito de todos os tempos, e relata que quando criança, na escola, ele andava por aí com batidas de bateria. em sua cabeça e me pergunto como Mitch Mitchell criaria um ritmo se ele tocasse aquela música.
Em 2016, Mitchell foi eleito o oitavo maior baterista de todos os tempos pela revista Rolling Stone.

## Discografia
Para uma lista mais completa das gravações de Mitchell com Hendrix, consulte Discografia de Jimi Hendrix.
- 1966: Georgie Fame — Sweet Things
- 1967: Wishful Thinking — Count to Ten – (Decca F12598, UK, DK)
- 1967: The Jimi Hendrix Experience — Are You Experienced
- 1967: The Jimi Hendrix Experience — Axis: Bold As Love
- 1968: The Jimi Hendrix Experience — Electric Ladyland
- 1969: Martha Veléz — Fiends and Angels
- 1971: Jimi Hendrix — The Cry of Love
- 1971: Jimi Hendrix — Rainbow Bridge
- 1972: Jimi Hendrix — War Heroes
- 1972: Ramatam — Ramatam
- 1975: Mitch Mitchell - Squeeze My Little Finger / Put Your Faith in Me
- 1980: Roger Chapman — Mail Order Magic
- 1986: Greg Parker — Black Dog
- 1996: David Torn — What Means Solid, Traveller?
- 1998: Junior Brown – Long Walk Back
- 1999: Bruce Cameron – Midnight Daydream

### Leitura Adicional
- Herman, Gary (December 1981/January 1982)."The Continuing Experience of Mitch Mitchell". Modern Drummer.
- Griffith, Mark (April 2009). "The Jimi Hendrix Experience's Mitch Mitchell". Modern Drummer.